# Robert Andrews Millikan
Robert Andrews Millikan (Morrison, Illinois, 1868 - San Marino, Califòrnia, 1953) fou un físic i professor universitari nord-americà que va guanyar el Premi Nobel de Física l'any 1923 pel seu treball per a determinar el valor de la càrrega de l'electró i l'efecte fotoelèctric.
Millikan es va graduar a l'Oberlin College el 1891 i va fer el doctorat a la Universitat de Colúmbia el 1895. El 1896 es va fer d'assistent a la Universitat de Chicago, on es va convertir en professor titular el 1910. El 1909 Millikan va començar una sèrie d'experiments per determinar la càrrega elèctrica portada per un sol electró. Va començar mesurant la trajectòria de les gotes d’aigua carregades en un camp elèctric. Els resultats van suggerir que la càrrega de les gotes era un múltiple de la càrrega elèctrica elemental, però l'experiment no va ser prou precís per ser convincent. Va obtenir resultats més precisos el 1910 amb el seu famós experiment de gota d'oli, també anomenat Experiment de Millikan, en què va substituir l'aigua (que tendia a evaporar-se ràpidament) per oli.
El 1914 Millikan va reprendre de manera similar la verificació experimental de l'equació introduïda per Albert Einstein el 1905 per descriure l'efecte fotoelèctric. Va utilitzar aquesta mateixa investigació per obtenir un valor precís de la constant de Planck. El 1921 Millikan va abandonar la Universitat de Chicago per convertir-se en director del Laboratori de Física Norman Bridge de l'Institut Tecnològic de Califòrnia (o Caltech) de Pasadena, Califòrnia. Allà va realitzar un important estudi de la radiació que el físic Victor Franz Hess havia detectat que provenia de l'espai exterior. Millikan va demostrar que aquesta radiació era realment d'origen extraterrestre, i la va anomenar "raigs còsmics". Com a president del Consell Executiu de Caltech (l'òrgan de govern de l'institut en aquell moment) des del 1921 fins a la seva jubilació el 1945, Millikan va ajudar a convertir l'institut en una de les principals institucions d'investigació dels Estats Units d'Amèrica.

## Biografia

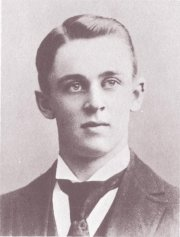
Millikan l'any 1891

### Educació
Robert Andrews Millikan va néixer el 22 de març de 1868 a Morrison (Illinois), Illinois. Va anar a l'escola secundària a Maquoketa, Iowa, es va llicenciar en estudis clàssics a l'Oberlin College el 1891 i es va Doctorat en física a la Universitat de Colúmbia el 1895; va ser el primer a obtenir un PhD en aquest departament.
"Al finalitzar el segon any […] el meu professor de grec em va demanar que impartís el curs de física elemental al departament preparatori durant l'any següent. A la meva resposta de que no teniqa nocions de física, la seva resposta va ser: "Qualsevol persona que pugui fer bé el meu grec pot ensenyar física". "Molt bé", vaig dir, "hauràs d'acceptar-ne les conseqüències però intentaré veure què hi puc fer". De seguida, vaig comprar els Elements of Physics de l'autor Avery i vaig passar la major part de les vacances d’estiu de 1889 a casa, intentant dominar el tema. […] Dubto si alguna vegada he ensenyat millor a la meva vida que durant el meu primer curs de física el 1889. Estava tan interessat en mantenir els meus coneixements per sobre dels de la classe que potser els estudiants van agafar una mica del meu interés i entusiasme."
L'entusiasme de Millikan per l'educació va continuar al llarg de la seva carrera, i va ser el coautor d'una popular i influent sèrie de llibres de text introductoris, que van ser avançats al seu temps en diversos aspectes. En comparació amb altres llibres de l’època, tractaven el tema més de la manera que els físics pensaven. També van incloure molts problemes de deures que feien preguntes conceptuals, en lloc de requerir simplement que l'estudiant posés nombres en una fórmula.

### Càrrega de l'electró

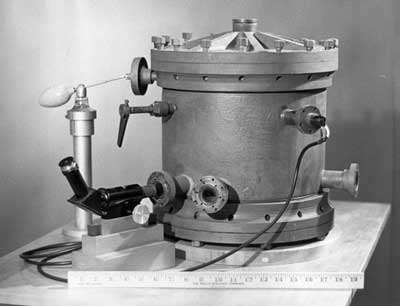
Aparell dissenyat per Millikan per a l'experiment amb la gota d'oli (1909-1910).

A partir del 1908, mentre era professor de la Universitat de Chicago, Millikan va treballar en un experiment amb gotes d'oli en què va mesurar la càrrega d'un sol electró. Joseph John Thomson ja havia descobert la relació càrrega-massa de l'electró. Tot i això, es desconeixien els valors de càrrega i massa reals. Per tant, si es descobrís un d’aquests dos valors, l’altre es podria deduir fàcilment. Millikan i el seu llavors estudiant de postgrau Harvey Fletcher van utilitzar l'experiment de la gota d'oli per mesurar la càrrega de l'electró (així com la massa electrònica i el nombre d'Avogadro, ja que es coneixia la seva relació amb la càrrega dels electrons.
Millikan va obtenir el mèrit exclusiu, a canvi que Harvey Fletcher pogués reclamar l’autoria completa d’un resultat relacionat per a la seva dissertació. Millikan va guanyar el Premi Nobel de Física de 1923, en part per aquest treball. Fletcher va mantenir la seva part del mèrit així com l'acord en secret fins a la seva mort. Després d'una publicació sobre els seus primers resultats el 1910, les observacions contradictòries de Felix Ehrenhaft van iniciar una controvèrsia entre els dos físics. Després de millorar la configuració dels seus elements, Millikan va publicar el seu estudi inicial el 1913. Aquesta controvèrsia va provocar que el premi Nobel no se li atorgués el 1920, per poder resoldre la disputa sobre el valor real, rebent-lo el 1923.

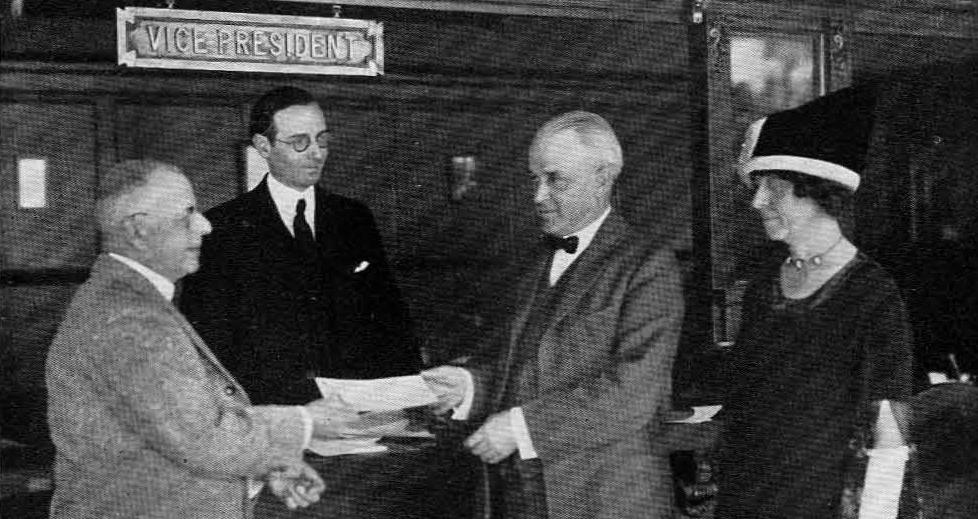
Millikan rebent un xec amb valor de 40,000 dòlars estatunidencs per guanyar el Premi Nobel.

La càrrega elemental és una de les constants físiques fonamentals i el coneixement exacte del seu valor és de gran importància. El seu experiment va mesurar la força del camp elèctric sobre petites gotes d'oli carregades suspeses contra la gravetat entre dos elèctrodes metàl·lics. Conegut el camp elèctric, es podria determinar la càrrega a la gota. Repetint l'experiment per a moltes gotes, Millikan va demostrar que els resultats es podrien explicar com a múltiples enters d'un valor comú (1.592 × 10−19 Coulombs), que és la càrrega d'un sol electró. Que això sigui una mica inferior al valor conegut modern de 1.60217653(14) x 10−19 Coulombs probablement es deu al valor imprecís que Millikan va fer servir per a la viscositat de l'aire.
Tot i que en el moment dels experiments de gota de d'oli de Millikan, s'estava acceptant clar que existien les partícules subatòmiques, no tothom estava convençut. Experimentant amb raigs catòdics el 1897, J. J. Thomson havia descobert "corpuscles" carregats negativament, com ell els anomenava, amb una relació càrrega-massa 1840 vegades la d’un ió hidrogen. George FitzGerald i Walter Kauzmann van trobar resultats similars. Tanmateix, la major part del que llavors es coneixia sobre electricitat i magnetisme es podria explicar sobre les bases clàssiques de que la càrrega era una variable contínua; de la mateixa manera que moltes de les propietats de la llum es podien explicar tractant-la com una ona contínua en lloc de com un feix de fotons, així doncs, el fet que la càrrega dels electrons estigués quantitzada donava suport a la teoria de la mecànica quàntica.

#### Controvèrsia per la selecció de dades
Hi ha certa controvèrsia sobre la selectivitat en l’ús que Millikan fa dels resultats del seu segon experiment per mesurar la càrrega dels electrons. Aquesta qüestió va esser discutida per Allan Franklin, antic experimentalista d'alta energia i actual filòsof de la ciència a la Universitat de Colorado. Franklin sosté que les exclusions de dades de Millikan no afecten el valor final del càrrec obtingut, però que la substancial "cirurgia estètica" de Millikan va reduir l'error estadístic. Això va permetre a Millikan donar la càrrega de l'electró amb un error de la meitat d'un per cent; de fet, segons Franklin, si Millikan hagués inclòs totes les dades que va descartar, l'error hauria estat inferior al 2%. Tot i que això encara hauria donat lloc a que Millikan hagués mesurat la càrrega de l'elèctró millor que ningú havia aconseguit en aquell moment, la incertesa una mica més gran podria haver permès més desacord amb els seus resultats per la comunitat de física, cosa que potser Millikan va intentar evitar. David Goodstein argumenta que la declaració de Millikan, segons la qual en l'article es van utilitzar totes les gotes observades durant un període de seixanta dies, s'especificava en una frase posterior que eren realment "totes les gotes sobre les quals es van fer sèries completes d'observacions". Goodstein dona fe de que aquest és el cas i assenyala que cinc pàgines de taules de dades separen les dues frases.

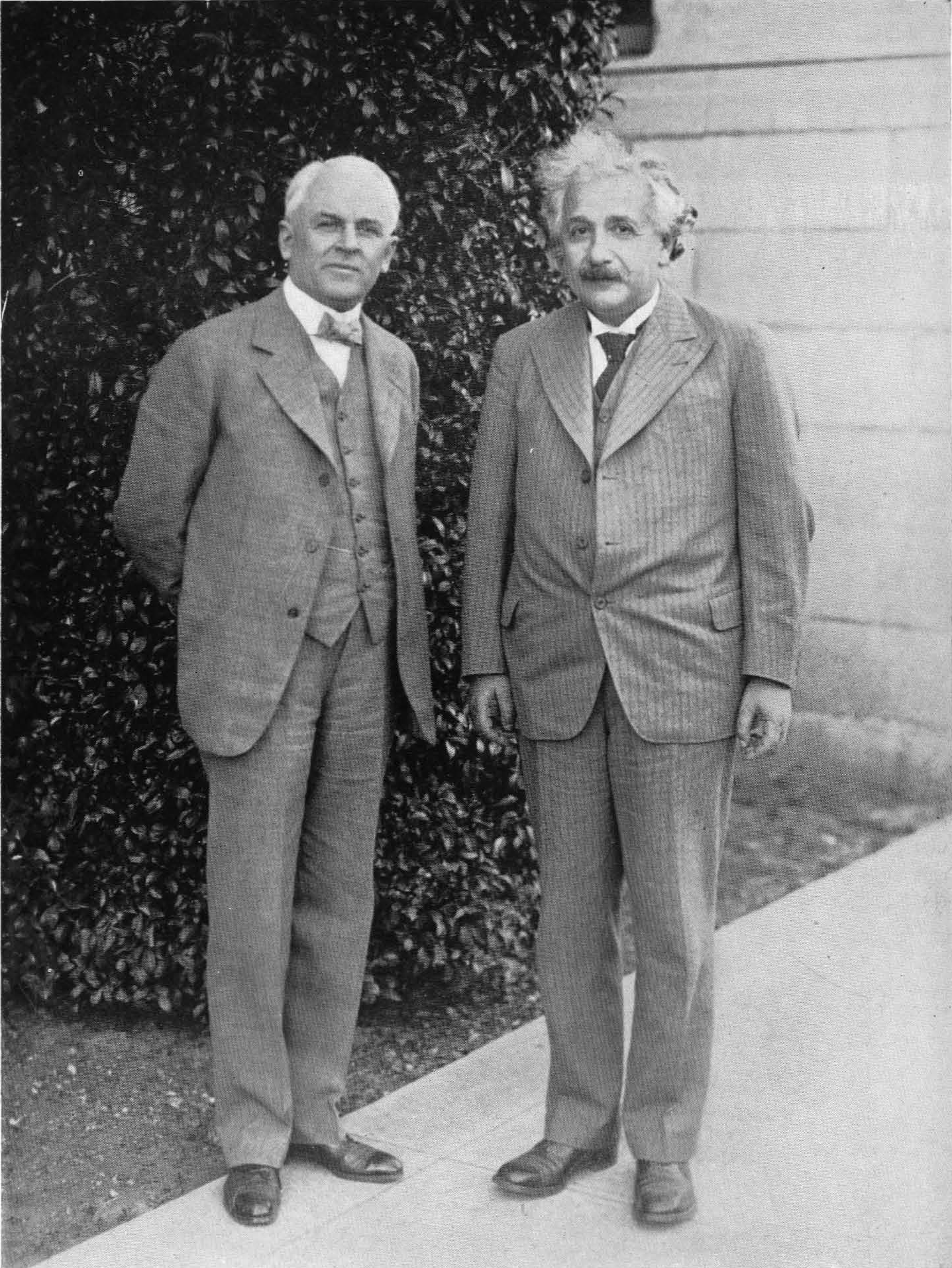
Millikan i Albert Einstein a l'Institut Tecnològic de Califòrnia l'any 1932

### Efecte fotoelèctric
Quan Einstein va publicar el seu article de 1905 sobre la teoria de les partícules de llum, Millikan estava convençut que havia d’estar equivocat, a causa de la gran quantitat d'evidències que ja havien demostrat que la llum era una ona. Va emprendre un programa experimental de deu anys de durada per provar la teoria d'Einstein, que requeria construir el que ell va descriure com "un taller de màquines al buit" per preparar una superfície metàl·lica molt neta del fotoelèctrode. Els seus resultats publicats el 1914 van confirmar les prediccions d'Einstein amb tot detall, tot i això Millikan no estava convençut de la interpretació d'Einstein i, fins al 1916, va escriure: "L'equació fotoelèctrica d'Einstein... no es pot considerar, segons el meu judici, actualment com recolzada sobre qualsevol tipus de fonament teòric satisfactori", "tot i que realment representa amb molta precisió el comportament de l'efecte fotoelèctric". En la seva autobiografia de 1950, però, va declarar simplement que els seus treballs "pràcticament no permeen cap altra interpretació que la que Einstein havia suggerit originalment", és a dir, la de la teoria semi-corpuscular o fotònica de la mateixa llum.
Atès que els treballs de Millikan van permetre formar algunes de les bases de la física moderna de partícules, és prou irònic que fos bastant conservador en les seves opinions sobre els desenvolupaments de la física del segle xx, com en el cas de la teoria del fotó. Un altre exemple és que el seu llibre de text, fins a la versió de 1927, afirma sense ambigüitats l'existència de l'èter, i esmenta la teoria de la relativitat d'Einstein només en una nota al final del llibre del títol sota el retrat d'Einstein, que s'indica com l'última d'una llista d'èxits que "va ser autor de la teoria especial de la relativitat el 1905 i de la teoria general de la relativitat el 1914, que han tingut un gran èxit a l'hora d'explicar fenòmens inexplicables i predir-ne de nous".
A Millikan també se li atribueix la mesura del valor de la constant de Planck mitjançant l'ús de gràfics d'emissions fotoelèctriques de diversos metalls.

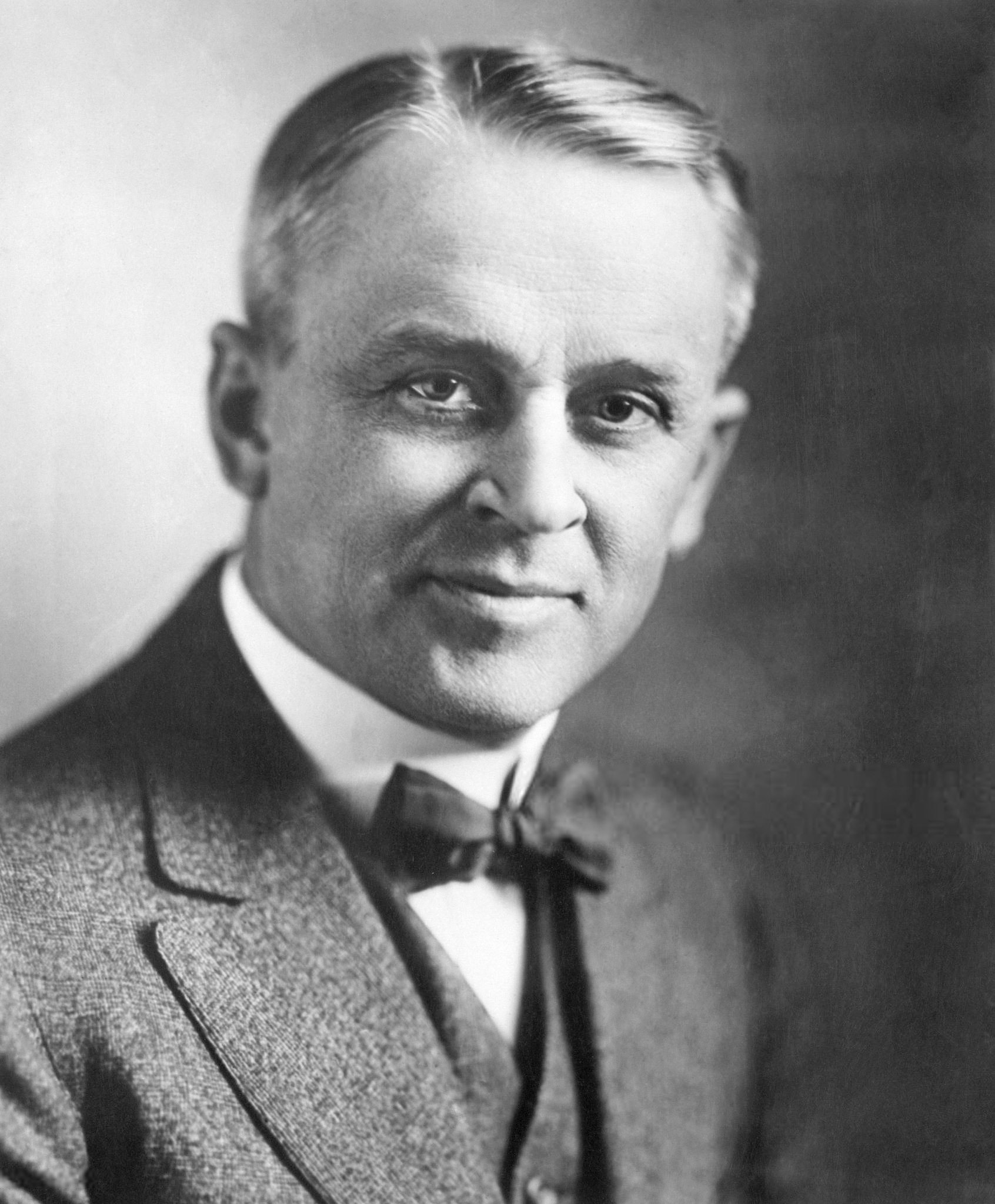
Robert A. Millikan pels volts de l'any 1923

### Vida posterior
El 1917, l'astrònom solar George Ellery Hale va convèncer Millikan per passar diversos mesos cada any al Throop College of Technology, una petita institució acadèmica a Pasadena, Califòrnia, que Hale desitjava transformar en un important centre d'investigació i educació científica. Pocs anys després, el Throop College es va convertir en l'Institut Tecnològic de Califòrnia (Caltech), i Millikan va deixar la Universitat de Chicago per convertir-se en "president del consell executiu" de Caltech. Millikan ocuparia aquesta posició des del 1921 fins al 1945. A Caltech la majoria de les seves investigacions científiques es van centrar en l'estudi dels "raigs còsmics", terme que ell va encunyar. A la dècada de 1930 va entrar en un debat amb Arthur Compton sobre si els rajos còsmics estaven composts per fotons d'alta energia (vista de Millikan) o partícules carregades (vista de Compton). Millikan va pensar que els seus fotons de raigs còsmics eren els "crits de naixement" de nous àtoms que es creaven contínuament per contrarestar l'entropia i evitar així la mort tèrmica de l'univers. Compton acabaria demostrant-se correctament en observar que els raigs còsmics són desviats pel camp magnètic de la Terra (i per tant han de ser partícules carregades).
Robert Millikan va ser vicepresident del Consell Nacional d'Investigacions dels Estats Units durant la Primera Guerra Mundial. Durant aquest temps, va ajudar a desenvolupar dispositius antisubmarins i meteorològics. Després de la guerra, Millikan va contribuir a les obres del Comitè de Cooperació Intel·lectual de la Societat de les Nacions (des del 1922, en substitució de George E. Hale, fins al 1931), amb altres destacats investigadors (Marie Curie, Albert Einstein, Hendrik Lorentz, etc.)Millikan va ser també membre del comitè organitzador dels Jocs Olímpics de Los Angeles de 1932, i en la seva vida privada va ser jugador aficionat de tennis. Estava casat i tenia tres fills, el gran dels quals, Clark B. Millikan, es va convertir en un important enginyer aerodinàmic. Un altre fill, Glenn, també físic, es va casar amb la Clare, filla de George Leigh Mallory autor del llibre "Perquè hi és" sobre l'Everest. Glenn va morir en un accident d'escalada a les muntanyes Cumberland el 1947.
Millikan era un home religiós i fill d'un ministre, en la seva vida posterior Millikan va defensar fermament una relació complementària entre la fe cristiana i la ciència. Va tractar-ho en les seves Terry Lectures a Universitat Yale entre el 1926 i el 1927, publicades com Evolution in Science and Religion (Evolució en Ciència i Religió). Va ser un teista cristià i defensor de l'evolució teista. Una de les seves creences més polèmiques va ser l'eugenèsia. Va ser un dels patrons inicials de la Human Betterment Foundation i va elogiar San Marino, Califòrnia, per ser "el destacament més occidental de la civilització nòrdica ... [amb] una població que és el doble d'anglosaxona que l'existent a Nova York, Chicago, o qualsevol de les grans ciutats d’aquest país."

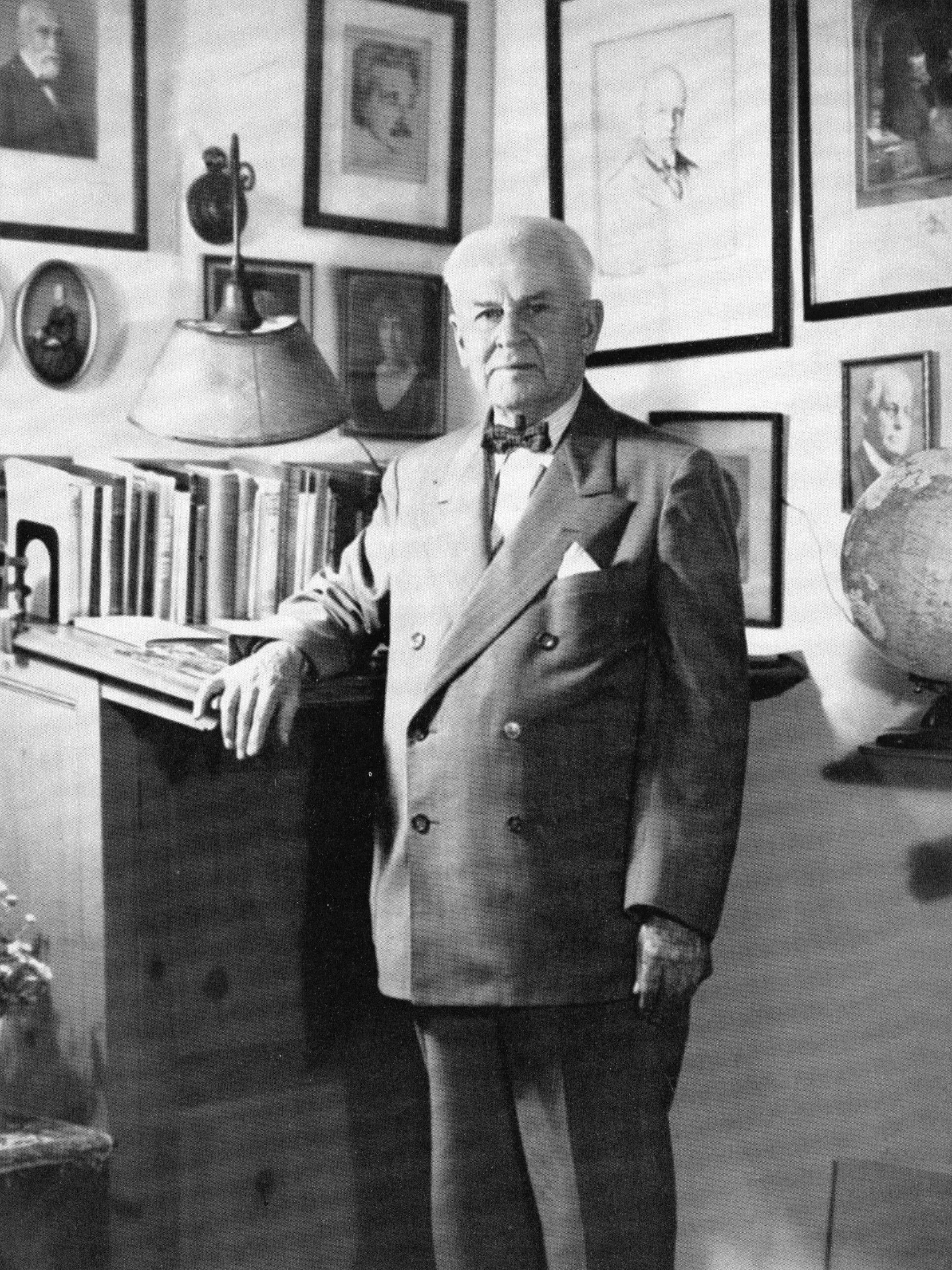
Robert pels volts de l'any 1953

### Mort i llegat
Millikan va morir d'un atac de cor a casa seva a San Marino, Califòrnia, el 1953 a l'edat de 85 anys, i va ser enterrat al "Tribunal d'Honor" al cementiri Forest Lawn Memorial Park de Glendale, Califòrnia.
El 26 de gener de 1982 va ser homenatjat pel Servei Postal dels Estats Units amb un segell postal de 37 cèntims de dolar americà en la col·lecció "Great Americans (1980-2000)".
Tektronix va batejar un carrer del seu campus de Portland, Oregon, en honor a Millikan, amb un carrer anomenat Millikan Way a l'estació estació MAX de línia blava MAX de Portland.

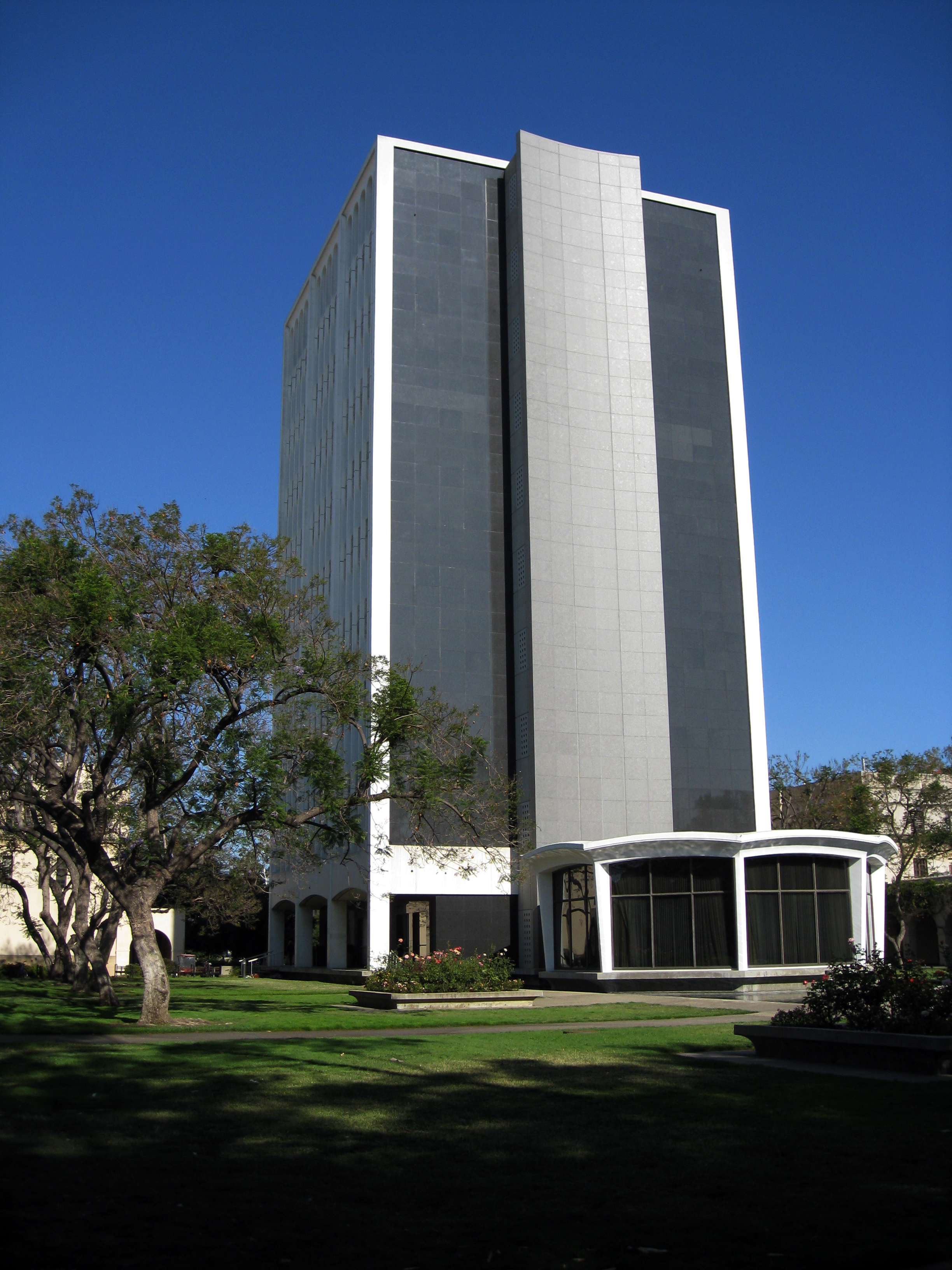
L'antigament anomenada Biblioteca Millikan a Caltech l'any 2010 (reanomenada Caltech Hall l'any 2021)

#### Controvèrsia sobre l'eugenèsia
A causa de la filiació de Millikan amb la Human Betterment Foundation, una associació que defensava l'ús de l'eugenèsia per "millorar la familia humana", el gener del 2021, Caltech va autoritzar la retirada del nom de Millikan (i dels noms de cinc personatges històrics més afiliats a la Fundació), dels edificis del campus.
Durant la meitat del segle xx, diversos col·legis havien nomenat edificis, trets físics, premis i professors en honor de Robert Millikan.
El 1958, el Pomona College va anomenar un edifici científic Laboratori Millikan en honor de Millikan. Després de revisar l'associació de Millikan aquest moviment d'eugenèsia, l'administració de la universitat va votar l'octubre de 2020 per canviar el nom de l'edifici com a la Sra. Mary Estella Seaver i el Sr. Carlton Seaver Laboratory.
Al campus de Caltech, es van anomenar diverses característiques físiques, sales, premis i una càtedra en honor de Millikan, la més notable, la Biblioteca Millikan, que es va completar el 1966. El gener del 2021, el Patronat va votar per retirar immediatament el nom de Millikan de al campus de Caltech per la seva associació amb l'eugenèsia. La Biblioteca Robert A. Millikan ha rebatejada amb el nom de Caltech Hall.
A la primavera del 2021, l'Associació Americana de Professors de Física va votar per unanimitat eliminar el nom de Millikan del premi Robert A. Millikan, que honra "les contribucions notables i intel·lectualment creatives a l'ensenyament de la física".

## Recerca científica
Va estudiar al principi la radioactivitat dels minerals d'urani i la descàrrega en els gasos. Després, va realitzar investigacions sobre radiacions ultraviolades.
Entre 1910 i 1917, mitjançant el seu experiment de la "gota d'oli", va determinar la càrrega de l'electró: 1,602 × 10-19 coulombs; i la seva massa en repòs: 9,109 × 10-31 kg. La càrrega de l'electró és la unitat bàsica de l'electricitat i es considera la càrrega elemental en el sentit que tots els cossos carregats ho estan amb un múltiple sencer d'aquesta càrrega. L'electró i el protó tenen la mateixa càrrega, però, convencionalment, la càrrega del protó es considera positiva i la de l'electró negativa.
El 1916, va procedir a determinar la constant de Planck mesurant la freqüència de la llum i l'energia dels electrons alliberats en l'efecte fotoelèctric.
Posteriorment, es va dedicar a l'estudi dels raigs còsmics, tal com ell els va denominar, mitjançant experiències efectuades des d'una profunditat de 20 metres sota l'aigua fins a una alçada de 16.000 metres, per a la qual cosa va organitzar expedicions científiques a Austràlia i l'Índia. Va experimentar d'aquesta manera l'augment de la intensitat d'aquests raigs amb l'alçada.
El 1923, va ser guardonat amb el Premi Nobel de Física pels seus treballs per a determinar el valor de la càrrega de l'electró i l'efecte fotoelèctric.